# 대성지성문선왕전좌도
대성지성문선왕전좌도(大成至聖文宣王殿坐圖)는 공자를 중심으로 제자들이 공자 앞에 길게 늘어서 앉아 있는 그림이다. 1968년 12월 19일 대한민국의 보물 제485호로 지정되었다.

## 개요
<대성지성문선왕전좌도(大成至聖文宣王殿坐圖)>는 공자를 중심으로 제자들이 공자 앞에 길게 늘어서 앉아 있는 그림으로, 크기는 가로 65cm, 세로 170cm이며 비단에 채색하여 그렸다.
이 그림은 단상 중앙에 배치된 공자상을 다른 인물들보다 크게 그렸고, 단 아래에는 공자를 중심으로 좌우로 배열된 제자들이 중앙을 바라보고 앉아 있는 옆모습을 표현하였다. 이들은 머리에 사각관모를 쓰고 손에 홀(笏)을 든 차림으로 묘사되어 조례의식 광경을 연상케 한다.
이 그림은 중종 8년(1513)에 원래 있던 그림을 베껴 그린 것으로 회화성보다는 기록성이 강하고, 종렬 대칭구도와 위에서 아래를 보는 듯한 부감법, 원근법 등을 사용하여 조선시대 궁중행사의 기록화 형식에 영향을 미친 중요한 자료로 평가된다.

## 참고 자료
- 대성지성문선왕전좌도 - 국가유산청 국가유산포털